# Karlheinz Schelp
Karlheinz Schelp (* 16. September 1940 in Mennighüffen; † 20. März 2024 in Löhne-Mahnen) war ein deutscher Fußballspieler.

## Werdegang
Der Torwart Karlheinz Schelp begann seine Karriere beim VfL Mennighüffen im Kreis Herford, wo er zuletzt in der viertklassigen Landesliga Westfalen. Zunächst spielte er für Osnabrücks Amateurmannschaft in der zweitklassigen Amateuroberliga Niedersachsen, verdrängte aber im Verlauf der Saison 1961/62 den Stammtorhüter der Vertragsspielermannschaft Horst Borcherding. Schelp debütierte am 4. Rundenspieltag, den 27. August 1961, bei einem 3:1-Heimerfolg gegen TuS Bremerhaven 93 in der Oberliga Nord. In der Abwehr liefen dabei Hans-Dieter Altenkirch und Erwin Türk auf. Am Rundenende hatte der VfL den 7. Rang belegt und Schelp hatte 24 Ligaspiele absolviert. Seine wohl größte Leistung brachte er wohl am 11. Mai 1962 beim sensationellen 2:2 des VfL in Bilbao gegen Spaniens Nationalelf. Dieses Spiel wurde landesweit vom spanischen Fernsehen übertragen. Als Schelp wenige Tage später zum zweiten Testspiel in San Sebastián auflief, begrüßten ihn die spanischen Zuschauer mit einem donnernden Applaus.
Im Oktober 1962 erhielt er eine Einladung zu einem Sichtungslehrgang der deutschen Nationalmannschaft. Der Hamburger Nationalspieler Uwe Seeler lobte Schelp für seine Leistungen. An Schelp sein „viele Stürmer oft verzweifelt“ wären. Für den VfL absolvierte Schelp 54 Spiele in der seinerzeit erstklassigen Oberliga Nord und 29 Spiele in der zweitklassigen Regionalliga Nord.
Als Schelp seinen Stammplatz an Willi Mehlmann verlor, ließ sich Schelp reamateurisieren. Ab 1966 ließ Schelp seine Karriere beim Bünder SV ausklingen und hütete später noch das Tor der Alten Herren seines Heimatvereins VfL Mennighüffen. Nach seiner Karriere ließ sich Schelp in Löhne nieder.